# Super League XXII
Die Super League XXII (aus Sponsoringgründen auch als Betfred Super League XXII bezeichnet) ist im Jahr 2017 die 22. Saison der Super League in der Sportart Rugby League. Die Castleford Tigers gewannen sowohl die reguläre Saison als auch die Super-8-Playoffs. Im Grand Final verloren sie 12:6 gegen die Leeds Rhinos, welche damit die Super League zum 11. Mal gewannen.

## Tabelle
|     | Team                       | Spiele | Siege | Unent. | Ndlg. | Spiel- punkte | Diff. | Tabellen- punkte |
| --- | -------------------------- | ------ | ----- | ------ | ----- | ------------- | ----- | ---------------- |
| 01. | Castleford Tigers          | 23     | 20    | 0      | 3     | 769:378       | + 391 | 40               |
| 02. | Leeds Rhinos               | 23     | 15    | 0      | 8     | 553:477       | + 76  | 30               |
| 03. | Hull FC                    | 23     | 13    | 1      | 9     | 541:483       | + 58  | 27               |
| 04. | Salford Red Devils         | 23     | 13    | 0      | 10    | 576:500       | + 76  | 26               |
| 05. | Wakefield Trinity Wildcats | 23     | 13    | 0      | 10    | 572:506       | + 66  | 26               |
| 06. | St Helens                  | 23     | 12    | 1      | 10    | 513:420       | + 93  | 25               |
| 07. | Wigan Warriors             | 23     | 10    | 3      | 10    | 539:518       | + 21  | 23               |
| 08. | Huddersfield Giants        | 23     | 9     | 3      | 11    | 519:486       | + 33  | 21               |
| 09. | Warrington Wolves          | 23     | 9     | 2      | 12    | 422:557       | − 135 | 20               |
| 10. | Dragons Catalans           | 23     | 7     | 1      | 15    | 469:689       | − 220 | 15               |
| 11. | Leigh Centurions           | 23     | 6     | 0      | 17    | 425:615       | − 190 | 12               |
| 12. | Widnes Vikings             | 23     | 5     | 1      | 17    | 359:628       | − 269 | 11               |

## Super-8-Playoffs
Bei den Super-8-Playoffs werden die Punkte der vorherigen Runde mitgenommen.
|     | Team                       | Spiele | Siege | Unent. | Ndlg. | Spiel- punkte | Diff. | Tabellen- punkte |
| --- | -------------------------- | ------ | ----- | ------ | ----- | ------------- | ----- | ---------------- |
| 01. | Castleford Tigers          | 30     | 25    | 0      | 5     | 965:536       | + 429 | 50               |
| 02. | Leeds Rhinos               | 30     | 20    | 0      | 10    | 749:623       | + 126 | 40               |
| 03. | Hull FC                    | 30     | 17    | 1      | 12    | 714:655       | + 59  | 35               |
| 04. | St Helens                  | 30     | 16    | 1      | 13    | 663:518       | + 145 | 33               |
| 05. | Wakefield Trinity Wildcats | 30     | 16    | 0      | 14    | 745:648       | + 97  | 32               |
| 06. | Wigan Warriors             | 30     | 14    | 3      | 13    | 691:668       | + 23  | 31               |
| 07. | Salford Red Devils         | 30     | 14    | 0      | 16    | 680:728       | – 48  | 28               |
| 08. | Huddersfield Giants        | 30     | 11    | 3      | 16    | 663:680       | – 17  | 25               |

### Meisterschaftsplayoffs
Halbfinale
| 28. September 19:45 | Castleford Tigers                                                                                               | 23 : 22 n. V.  | St Helens | Wheldon Road, Castleford Zuschauer: 11.235 Schiedsrichter: James Child |
| 28. September 19:45 | Versuche: Hardaker 1. erh. Gale 57. erh. Milner 64. erh. Erhöhungen: Gale (3/3) Straftritte: Gale (2/2) 8., 86. | (8:10) Bericht | Versuche: Grace 16. n.erh. Knowles 37. erh. Makinson 70. n.erh. Percival 73. n.erh. Morgan 78. n.erh. Erhöhungen: Percival (1/5) | Wheldon Road, Castleford Zuschauer: 11.235 Schiedsrichter: James Child |

| 29. September 19:45 | Leeds Rhinos                                                                          | 18 : 16        | Hull FC                                                                         | Headingley Stadium, Leeds Zuschauer: 12.500 Schiedsrichter: Phil Bentham |
| 29. September 19:45 | Versuche: Ward 4. erh. Mullally 18. erh. Sutcliffe 63. erh. Erhöhungen: Watkins (3/3) | (12:6) Bericht | Versuche: Ellis 27. erh. Fonua 45. n.erh. Manu 56. erh. Erhöhungen: Sneyd (2/3) | Headingley Stadium, Leeds Zuschauer: 12.500 Schiedsrichter: Phil Bentham |

Grand Final
| 7. Oktober 18:00 | Castleford Tigers                                | 6 : 24  | Leeds Rhinos | Old Trafford, Manchester Zuschauer: 72.827 Schiedsrichter: James Child |
| 7. Oktober 18:00 | Versuche: Foster 79. erh. Erhöhungen: Gale (1/1) | Bericht | Versuche: Briscoe 11. erh., 60. erh. McGuire 52. n.erh., 70. erh. Erhöhungen: Watkins (3/4) Dropgoals: McGuire (2/2) 40., 77. | Old Trafford, Manchester Zuschauer: 72.827 Schiedsrichter: James Child |

## Super-8-Qualifikationsturnier
|     | Team                 | Spiele | Siege | Unent. | Ndlg. | Spiel- punkte | Diff. | Tabellen- punkte |
| --- | -------------------- | ------ | ----- | ------ | ----- | ------------- | ----- | ---------------- |
| 01. | Warrington Wolves    | 7      | 7     | 0      | 0     | 288:138       | + 150 | 14               |
| 02. | Widnes Vikings       | 7      | 5     | 0      | 2     | 188:96        | + 92  | 10               |
| 03. | Hull Kingston Rovers | 7      | 5     | 0      | 2     | 166:158       | + 8   | 10               |
| 04. | Leigh Centurions     | 7      | 4     | 0      | 3     | 203:104       | + 99  | 8                |
| 05. | Dragons Catalans     | 7      | 4     | 0      | 3     | 130:143       | – 13  | 8                |
| 06. | London Broncos       | 7      | 1     | 1      | 5     | 174:220       | – 46  | 3                |
| 07. | Featherstone Rovers  | 7      | 1     | 1      | 5     | 110:272       | – 162 | 3                |
| 08. | Halifax              | 7      | 0     | 0      | 7     | 82:210        | – 128 | 0                |

### Million Pound Game
| 30. September 15:00 | Leigh Centurions                                                     | 10 : 26       | Dragons Catalans | Leigh Sports Village, Leigh Zuschauer: 6.888 Schiedsrichter: Ben Thaler |
| 30. September 15:00 | Versuche: Reynolds 8. erh. Clare 44. n.erh. Erhöhungen: Dawson (1/2) | (6:4) Bericht | Versuche: Thornley 35. n.erh. Tierney 50. n.erh., 59. erh. Yaha 79. n.erh. Erhöhungen: Walsh (1/4) Straftritte: Walsh (4/4) 54., 57., 67., 76. | Leigh Sports Village, Leigh Zuschauer: 6.888 Schiedsrichter: Ben Thaler |